# ウンベルト・グティエレス
ウンベルト・グティエレス（Humberto Gutierrez、1988年11月8日 - ）は、メキシコの男性プロボクサー。シナロア州ロスモチス出身。元WBC世界スーパーフェザー級暫定王者。

## 来歴
2004年9月17日、メキシコでプロデビュー。
2007年5月12日、無敗（20戦20勝）でWBCアメリカ大陸ライト級暫定王座を獲得。
2008年10月11日、WBC世界スーパーフェザー級挑戦者決定戦に勝利し、挑戦権を獲得。
2009年8月22日、WBC世界スーパーフェザー級暫定王座決定戦でセルゲイ・グリヤケビッチに2-0の判定勝ちを収め暫定王座を獲得した。
2009年11月21日、初防衛戦でビタリ・タイベルトの挑戦を受け、0-3の判定負けで王座から陥落した。
2010年9月25日、ノンタイトルマッチでレネ・ゴンサレスと対戦し、3-0の判定勝ちを収めた。
2011年4月8日、神戸ワールド記念ホールでWBC世界スーパーフェザー級チャンピオン・粟生隆寛に挑んだが、ボディーブローでキャリア初のダウンを奪われ悶絶し4回KO負けで2年ぶりの復権失敗。
減量苦を理由にライト級に転向。
2012年7月28日、ナヤリット州にて、オルランド・サリドの前座で1年3か月振りに再起戦をライト級8回戦でギレルモ・アローヨと対戦するも、両者が決め手を欠き、引き分けに終わった。
試合後スーパーライト級に転向。
2012年10月20日、アルマンド・ロブレス(アメリカ)とスーパーライト級契約10回戦を行い判定負け。

## 獲得タイトル
- WBC世界スーパーフェザー級暫定王座（防衛0）